# Illicium simonsii
Illicium simonsii là một loài thực vật có hoa trong họ Schisandraceae. Loài này được Maxim. miêu tả khoa học đầu tiên năm 1888.